# IC 349

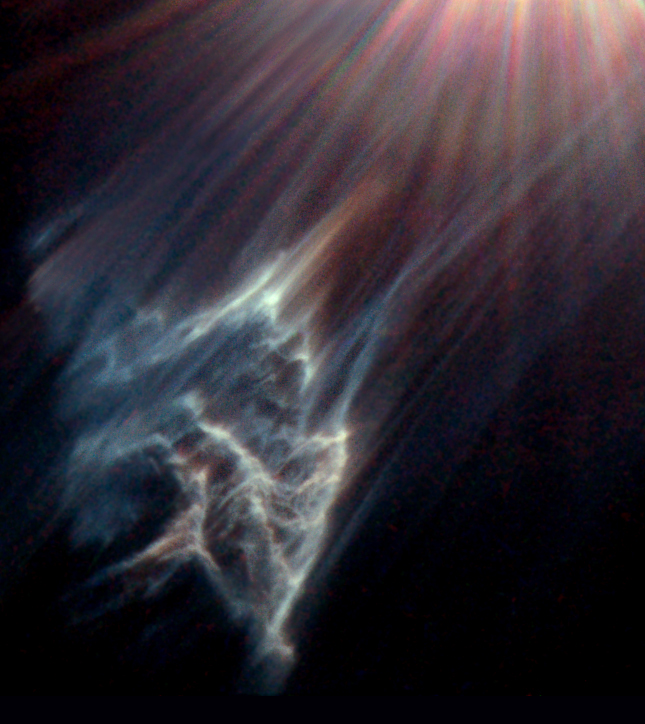
Imagen captada por el telescopio Hubble en 1999

IC 349, también conocida como nebulosa Merope de Barnard es una nebulosa que se encuentra a 36 arcmin (0,06 año luz) de la estrella Merope en el cúmulo de las Pléyades.
El telescopio espacial Hubble pudo captar a esta nebulosa en 1999. En la imagen la estrella Merope quedó recortada y se ubicaría en la esquina superior derecha. Los rayos de luz en la parte superior de la imagen son un fenómeno óptico consecuencia de los lentes del telescopio, y no son características propias de IC 349.  Por otro lado, los brazos paralelos que se extienden desde la esquina inferior izquierda hacia la parte superior derecha son facetas avistadas por primera vez de esta nebulosa.
Su cercanía a Merope determina su forma y visibilidad. La nebulosa se acerca a la estrella a una velocidad estimada de 11 kilómetros por segundo.